# Bifurcação de autovalores degenerados
Em Sistemas Dinâmicos e Teoria de Bifurcação, a Bifurcação de Autovalores Degenerados é basicamente, o estudo da mudança qualitativa no espaço de fase de um sistema dinâmico com respeito a um ponto de equilíbrio degenerado. Apresentaremos o conhecido fenômeno de Shilnikov o qual é obtido a partir de um sistema dinâmico de dimensão três. A estrutura deste sistema é composto por um ponto de equilíbrio hiperbólico tipo sela-foco juntamente com uma órbita homoclínica nesse ponto. Esta configuração fornece estruturas assintóticas de alta complexidade, no sentido que as órbitas do sistema se comportam com certa imprevisibilidade ou seja, caótico.

## História
O matemático Leonid Pavlovich Shilnikov foi pioneiro no estudo a respeito da bifurcação de órbitas homoclínicas em sistemas dinâmicos não lineares dedicando-se inicialmente à extensão dos resultados obtidos por Andronov e Leontovich para dimensão maior do que ou igual a três. Suas descobertas foram apresentadas desde a década de 1960, época em que o comportamento caótico não tinha grande interesse. Porém nos últimos anos têm aumentado o interesse dos pesquisadores pelos trabalhos de Shilnikov juntamente com o crescente interesse em compreender mais sobre o comportamento caótico em sistemas de dimensões superiores a dois. Uma das descobertas de Shilnikov foi perceber que havia uma conexão entre dois conceitos já conhecidos, Ferradura de Smale e o atrator de Lorenz. A busca por órbitas homoclínicas para sistemas bi-dimensionais tem estudos bastante completos, porém já no caso tri-dimensional há a possibilidade de ocorrer um comportamento caótico e, devido a complexidade da análise qualitativa, muitas vezes as pesquisas são através de métodos numéricos. Nos artigos os autores buscam órbitas homoclínicas através de aproximações numéricas em sistemas sem simetrias e com simetrias respectivamente. Nesses artigos os autores inicialmente simplificam o sistemas obtendo a forma normal assintótica. A técnica usada se baseia na redução da forma normal de dimensão três para dois e localizar a região no espaço dos parâmetros onde ocorre órbitas homoclínicas bi-dimensionais, logo, a análise é feita para valores de parâmetros nesta região para os quais ocorre uma órbita homoclínica tri-dimensional principal, que conduzirá ao comportamento caótico.

## O fenômeno de Shilnikov
O fenômeno de Shilnikov, como é mencionado por alguns pesquisadores, é o estudo de um sistemas dinâmico não linear localmente em uma vizinhança de um ponto de equilíbrio do tipo sela-foco com uma órbita homoclínica. Shilnikov provou em que, sob certas condições, existe um vizinhança deste equilíbrio que contém um conjunto enumerável de órbitas periódicas que conduz a formação de um comportamento caótico no sistema. Abordaremos o problema no sentido qualitativo. Considere o campo de vetores {\displaystyle f\in {\mathcal {C}}^{r}} com {\displaystyle r\geq 1} suficientemente grande {\displaystyle f:\mathbb {R} ^{3}\times \mathbb {R} ^{3}\rightarrow \mathbb {R} ^{3}} e a dinâmica não linear definida por: {\displaystyle {\dot {\bar {x}}}=f({\bar {x}},\mu )}, onde {\displaystyle \mu \in \mathbb {R} ^{3}} é o parâmetro de bifurcação tal que, para {\displaystyle \mu =0} temos {\displaystyle {\bar {x}}_{0}=0} um ponto de fixo e a matriz Jacobiana {\displaystyle Df(0,0)} têm um autovalor {\displaystyle \lambda } e dois autovalores complexos conjugados {\displaystyle -\rho \pm i\omega } com {\displaystyle \lambda ,\omega ,\rho >0}. Suponha que em {\displaystyle \mu =0} o sistema possui uma órbita homoclínica {\displaystyle \Gamma (t)}: {\displaystyle \Gamma (t)\rightarrow {\bar {x}}_{0}} quando {\displaystyle t\rightarrow \pm \infty } e {\displaystyle \Gamma (0)\neq {\bar {x}}_{0}}.
Pelo Teorema de Hartman-Grobman o sistema não linear {\displaystyle f} possui o mesmo comportamento assintótico que o sistema linearizado em uma vizinhança do ponto hiperbólico. Logo, assumimos que o campo de vetores {\displaystyle f} é linear em uma vizinhança suficientemente pequena da origem tomando a seguinte forma:
{\displaystyle \left({\begin{array}{c}{\dot {x}}\\{\dot {y}}\\{\dot {z}}\end{array}}\right)=\left({\begin{array}{ccc}-\rho &\omega &0\\-\omega &-\rho &0\\0&0&\lambda \end{array}}\right)\left({\begin{array}{c}x\\y\\z\end{array}}\right).}
Defina o valor de sela {\displaystyle \tau =-\rho +\lambda } e o índice de sela {\displaystyle \nu =\left({\frac {\rho }{\lambda }}\right)}. A dinâmica será simples ou complexa numa vizinhança em {\displaystyle \mathbb {R} ^{3}} do ponto de equilíbrio se, {\displaystyle \tau <0} ({\displaystyle \nu >1}) ou {\displaystyle \tau >0} ({\displaystyle \nu <1}) respectivamente. O ponto de bifurcação é em {\displaystyle \tau =0} ({\displaystyle \nu =1}) e foi estudado em.

## Dinâmica Simbólica
A Dinâmica Simbólica é um recurso fundamental para obter conclusões a respeito de órbitas periódicas em sistemas dinâmicos. Esta estrutura simbólica codifica unicamente as orbitais e, a conexão entre esses dois conceitos se dá através de uma conjugação topológica.

### A estrutura do espaço das sequências de símbolos
Seja {\displaystyle S=\{0,1,2,\dots ,N-1\}} um conjunto finito com {\displaystyle N} símbolos e a distancia {\displaystyle d}:
{\displaystyle {\begin{array}{ccclc}d:&S\times S&\rightarrow &\mathbb {R} &\\&(s_{1},s_{2})&\mapsto &d(s_{1},s_{2})=\left\{{\begin{array}{cc}1,&se\ s_{1}\neq s_{2}\\0,&se\ s_{1}=s_{2}\end{array}}\right..&\end{array}}}
O espaço de todas as sequências bi-infinitas de símbolos de {\displaystyle S} é definido como: {\displaystyle \Omega _{N}:=S\times S\times \cdots :=\{(\dots ,s_{-2},s_{-1},s_{0},s_{1},s_{2},\dots )|s_{i}\in S\}}. Consequentemente, temos que {\displaystyle \Omega _{N}} é um espaço métrico com a métrica {\displaystyle {\bar {d}}}:
{\displaystyle {\begin{array}{ccclc}{\bar {d}}:&\Omega _{N}\times \Omega _{N}&\rightarrow &\mathbb {R} &\\&(s,s^{'})&\mapsto &{\bar {d}}(s,s^{'})=\displaystyle \sum _{i=-\infty }^{+\infty }{\frac {1}{2^{|i|}}}{\frac {d(s_{i},s_{i}^{'})}{1+d(s_{i},s_{i}^{'})}}.&\end{array}}}
A proposição a seguir é fundamental para dar significado ao que vem a se entender por vizinhança de um ponto {\displaystyle s} em {\displaystyle \Omega _{N}}.
Teorema. Para todo {\displaystyle s,s^{'}\in \Omega _{N}} temos que: para algum {\displaystyle M>0} suficientemente grande,
1. se {\displaystyle {\bar {d}}(s,s^{'})<{\frac {1}{2^{M+1}}}} então {\displaystyle s_{i}=s_{i}^{'}} para todo {\displaystyle |i|\leq M};
2. se {\displaystyle s_{i}=s_{i}^{'}} para todo {\displaystyle |i|\leq {M}} então {\displaystyle {\bar {d}}(s,s^{'})<{\frac {1}{2^{M}}}.}

### Shift
A aplicação shift é definida por {\displaystyle \sigma :\Omega _{N}\rightarrow \Omega _{N}} dada por {\displaystyle \sigma (\dots ,s_{-2},s_{-1},{\dot {s_{0}}},s_{1},s_{2},\dots )=(\dots ,s_{-1},s_{0},{\dot {s_{1}}},s_{2},s_{3},\dots )} ou podemos escrever também, {\displaystyle (\sigma (s))_{i}=s_{i+1}.}
Como {\displaystyle \Omega _{N}} é um espaço topológico onde a topologia é induzida pela métrica {\displaystyle {\bar {d}}}, temos
Teorema. A aplicação shift {\displaystyle \sigma :\Omega _{N}\rightarrow \Omega _{N}} é um homeomorfismo.
Demonstração: {\displaystyle \sigma } é contínua pois, dado {\displaystyle \varepsilon >0} existe {\displaystyle M} tal que {\displaystyle {\frac {1}{2^{M-1}}}<\varepsilon } e seja {\displaystyle \delta ={\frac {1}{2^{M+1}}}}. Seja {\displaystyle s\in \Omega _{N}} qualquer fixado, vamos provar que {\displaystyle \sigma } é continua em {\displaystyle s}. De fato, dado {\displaystyle \varepsilon >0} tome {\displaystyle M} e {\displaystyle \delta >0} nas condições acima. Se {\displaystyle {\bar {d}}(s,s^{'})<\delta } então {\displaystyle s_{i}=s_{i}^{'}} para {\displaystyle |i|\leq M} e {\displaystyle (\sigma (s))_{i}=(\sigma (s^{'}))_{i}} para {\displaystyle |i|\leq M-1}. Consequentemente, {\displaystyle {\bar {d}}(\sigma (s),\sigma (s^{'}))\leq {\frac {1}{2^{M-1}}}<\varepsilon .} Analogamente {\displaystyle \sigma ^{-1}:\Omega _{N}\rightarrow \Omega _{N}} é continua. A bijeção prova-se trivialmente.
O teorema a seguir nos dá uma descrição da estrutura das órbitas de {\displaystyle \Omega _{N}} sob {\displaystyle \sigma }.
Teorema. A aplicação shift têm as seguintes propriedades:
1. um número infinito enumerável de órbitas periódicas de todos os períodos;
2. um número infinito não enumerável de órbitas não periódicas;
3. uma órbita densa.

## Ferradura de Smale
Uma aplicação contínua {\displaystyle f:S\subset \mathbb {R} ^{2}\rightarrow \mathbb {R} ^{2}} onde {\displaystyle S=\{(x,y)\in \mathbb {R} ^{2}|\ 0\leq x\leq 1,\ 0\leq y\leq 1\}} é o quadrado unitário tal que, sob {\displaystyle f}, é contraído horizontalmente, em seguida expandido verticalmente e por fim dobrado ao meio (formando uma letra U invertido), que é chamada de ferradura de Smale.

### O conjunto invarianteΛ{\displaystyle \Lambda }
Este conjunto será construído formando interseções das ferraduras de Smale com iterações de {\displaystyle f}. As iterações {\displaystyle f^{k}(S)} para {\displaystyle k\geq 1} formam {\displaystyle 2^{k}} faixas verticais. Analogamente, {\displaystyle f^{-k}(S)} para {\displaystyle k\geq 1} formam {\displaystyle 2^{k}} faixas horizontais. Em cada iteração de {\displaystyle f^{k}}, {\displaystyle k\in \mathbb {Z} }, temos que cada faixa horizontal e vertical pode ser codificadas  unicamente por uma sequência de comprimento {\displaystyle k} com símbolos no conjunto {\displaystyle \{0,1\}}.
O conjunto invariante é encontrado tomando todas a interseções das ferraduras obtidas via iterações de {\displaystyle f}:
{\displaystyle \Lambda :=\cdots \cap f^{-2}(S)\cap f^{-1}(S)\cap S\cap f(S)\cap f^{2}(S)\cap \cdots =\{x=(x_{1},x_{2})\in S|\ f^{k}(x)\in S\ \forall k\in \mathbb {Z} \}}.
Segue diretamente da definição que se {\displaystyle \Lambda \neq \emptyset } então é invariante. Portanto podemos restringir {\displaystyle f} sobre {\displaystyle \Lambda } e chamamos de aplicação de Horseshoe,
{\displaystyle f:\Lambda \rightarrow \Lambda }
é contínua e bem definida. Se {\displaystyle p\in \Lambda }, então {\displaystyle p} pertence a um único segmento vertical e horizontal, sendo cada segmento escrito de maneira única como sequência, então exite uma única sequência bi-infinita em {\displaystyle \Omega _{2}} de {\displaystyle 0's} e {\displaystyle 1's}.

### Conjugação Topológica
Codificamos os pontos de {\displaystyle \Lambda } com sequências de {\displaystyle 0's} e {\displaystyle 1's} como vimos na seção anterior, logo podemos definir uma aplicação:
{\displaystyle {\begin{array}{ccclc}\phi :&\Lambda &\rightarrow &\Omega _{2}&\\&p&\mapsto &(\dots ,s_{-2},s_{-1},s_{0},s_{1},s_{2},\dots ).&\end{array}}}
Teorema:A aplicação {\displaystyle \phi :\Lambda \rightarrow \Omega _{2}} é homeomorfismo.
Demonstração:Mostraremos a continuidade de {\displaystyle \phi }. Como {\displaystyle (\Omega _{2},{\bar {d}})} e {\displaystyle (\Lambda ,d)} são espaços métricos onde {\displaystyle {\bar {d}}} é a métrica definida anteriormente e {\displaystyle d} a métrica usual de {\displaystyle \mathbb {R} ^{2}}. Sejam {\displaystyle p_{0}\in \Lambda } e {\displaystyle \varepsilon >0} quaisquer e fixados. Se {\displaystyle {\bar {d}}(\phi (p_{0}),\phi (p))<\varepsilon } então existe {\displaystyle N=N_{\varepsilon }\in \mathbb {N} } tal que, denotando por:
{\displaystyle {\begin{array}{cc}\phi (p_{0})&=&(\dots ,s_{-2},s_{-1},s_{0},s_{1},s_{2},\dots )\\\phi (p)&=&(\dots ,s_{-2}^{'},s_{-1}^{'},s_{0}^{'},s_{1}^{'},s_{2}^{'},\dots ),\end{array}}}
temos que {\displaystyle s_{i}=s_{i}^{'}} para {\displaystyle |i|\leq N} isto implica que {\displaystyle p_{0}}, e {\displaystyle p} pertencem à interseção das faixas verticais e horizontais correspondendo à sequência {\displaystyle (s_{-N}\dots ,s_{-2},s_{-1},s_{0},s_{1},s_{2},\dots s_{N})}. Logo, tomando a altura A e largura L desta interseção, obtemos que: {\displaystyle |p_{0}-p|\leq A+L}. Portanto, tome {\displaystyle \delta >A+L} e temos desejado. A continuidade de {\displaystyle \phi ^{-1}} é direto pois, toda bijeção que aplica conjuntos compactos em espaços de Hausdorff é necessariamente homeomorfismo.
Com a aplicação de Horseshoe {\displaystyle f} sobre o conjunto invariante {\displaystyle \Lambda }, e o homeomorfismo {\displaystyle \sigma } sobre o espaço das sequências bi-infinitas {\displaystyle \Omega _{2}}. O teorema acima permite definir uma relação entre {\displaystyle \Lambda } e {\displaystyle \Omega _{2}} chamada de conjugação topológica.
Definição: Dizemos que {\displaystyle f} e {\displaystyle \sigma } são topologicamente conjugadas se existe um homeomorfismo {\displaystyle \phi :\Lambda \rightarrow \Sigma _{2}} tal que,
{\displaystyle \sigma \circ \phi (p)=\phi \circ f(p),\forall p\in \Lambda .}

### Caos
Discutiremos a respeito do comportamento caótico sobre o conjunto invariante {\displaystyle \Lambda } através do homeomorfismo {\displaystyle \phi }. A ideia é analisar o que ocorre com pontos suficientemente próximos um do outro. Fixe um ponto {\displaystyle p_{0}\in \Lambda } e tome {\displaystyle B_{p_{0}}(\varepsilon )} uma bola aberta de {\displaystyle p_{0}}. Seja {\displaystyle p\in B_{p_{0}}(\varepsilon )}, então existem únicas sequências bi-infinitas:
{\displaystyle {\begin{array}{cc}\phi (p_{0})&=&(\dots ,s_{-2},s_{-1},s_{0},s_{1},s_{2},\dots )\\\phi (p)&=&(\dots ,s_{-2}^{'},s_{-1}^{'},s_{0}^{'},s_{1}^{'},s_{2}^{'},\dots ),\end{array}}}
contidas em um aberto de {\displaystyle \Omega _{2}} pois, {\displaystyle \phi } é homeomorfismo. Logo, existe {\displaystyle N=N_{\varepsilon }\in \mathbb {N} } tal que {\displaystyle s_{i}=s_{i}^{'}} para {\displaystyle |i|\leq N}. Suponha que os termos das sequências {\displaystyle \phi (p_{0})} e {\displaystyle \phi (p)} de índice {\displaystyle N+1} sejam {\displaystyle 0} e {\displaystyle 1} respectivamente, ou seja,
{\displaystyle {\begin{array}{cc}\phi (p_{0})&=&(s_{-N},\dots ,s_{-2},s_{-1},s_{0},s_{1},s_{2},\dots ,s_{N},0)\\\phi (p)&=&(s_{-N},\dots ,s_{-2}^{'},s_{-1}^{'},s_{0}^{'},s_{1}^{'},s_{2}^{'},\dots ,s_{N},1),\end{array}}}
isto significa que os pontos {\displaystyle p_{0}} e {\displaystyle p} na {\displaystyle N+1}-ésima iteração de {\displaystyle f} através da conjugação {\displaystyle \phi ^{-1}\circ \sigma ^{N+1}\circ \phi =f^{N+1}} nos dá que {\displaystyle p_{0}} e {\displaystyle p} estão em faixas horizontais distintas a uma distância fixada. Portanto, para qualquer ponto {\displaystyle p_{0}} existe um outro ponto {\displaystyle p} próximo tal que, independentemente de {\displaystyle \varepsilon }, após um número finito de iterações de {\displaystyle f} tais pontos ficam separados por uma distância mínima. Este comportamento em um sistema é dito ser sensível a dependência de condições iniciais.

## Aplicação de Poincaré
A construção da aplicação de Poincaré para o sistema linearizado foi inspirado nas referências. O fluxo do sistema é:
{\displaystyle \left({\begin{array}{c}x(t)\\y(t)\\z(t)\end{array}}\right)=\left({\begin{array}{c}e^{-\rho t}(x(0)\cos(-\omega t)-y(0)\sin(-\omega t))\\e^{-\rho t}(x(0)\sin(-\omega t)+y(0)\cos(-\omega t))\\e^{\lambda t}z(0)\end{array}}\right)}.

### Seções de Poincaré
As seções de Poincaré na vizinhança da origem:
{\displaystyle {\begin{array}{cc}\Sigma _{0}&:=&\{(x,y,z)\in \mathbb {R} ^{3}|x^{2}+y^{2}=r_{0}^{2},0<z<z_{1}\}\\\Sigma _{1}&:=&\{(x,y,z)\in \mathbb {R} ^{3}|x^{2}+y^{2}<r_{0}^{2},z=z_{1}>0\}\end{array}}}.
Tomando {\displaystyle t_{0}={\frac {1}{\lambda }}\log \left({\frac {z_{1}}{z(0)}}\right)}, {\displaystyle \eta =-\omega t_{0}=-{\frac {\omega }{\lambda }}\log \left({\frac {z_{1}}{z(0)}}\right)}, e {\displaystyle -\nu =-\left({\frac {\rho }{\lambda }}\right)} temos uma aplicação {\displaystyle T_{1}:\Sigma _{0}\rightarrow \Sigma _{1}}:
{\displaystyle T_{1}\left({\begin{array}{c}x\\y\\z\end{array}}\right)=\left({\begin{array}{c}\left({\frac {z_{1}}{z}}\right)^{-\nu }(x\cos(\eta )-y\sin(\eta ))\\\left({\frac {z_{1}}{z}}\right)^{-\nu }(x\sin(\eta )+y\cos(\eta ))\\z_{1}\end{array}}\right).}

### Forma polar
{\displaystyle T_{1}\left({\begin{array}{c}\theta \\z\\\end{array}}\right)=\left({\begin{array}{c}r_{0}\left({\frac {z_{1}}{z}}\right)^{-\nu }(\cos(\eta +\theta ))\\r_{0}\left({\frac {z_{1}}{z}}\right)^{-\nu }(\sin(\eta +\theta ))\\\end{array}}\right)}
Seja {\displaystyle T_{2}:U\rightarrow V} um difeomorfismo da seguinte forma:
{\displaystyle T_{2}\left({\begin{array}{c}x\\y\\z_{1}\\\end{array}}\right)=\left({\begin{array}{ccc}a&b&0\\c&d&0\\0&0&0\end{array}}\right)\left({\begin{array}{c}x\\y\\z\end{array}}\right)+\left({\begin{array}{c}x_{1}\\0\\0\end{array}}\right)}, com {\displaystyle a,b,c,d} constantes tais que {\displaystyle ad\neq cd}.
A aplicação de Poincaré denotada por {\displaystyle P=T_{2}\circ T_{1}:V^{'}\rightarrow V^{'}} onde {\displaystyle V^{'}} é uma vizinhança suficientemente pequena de forma que a composição faça sentido.
{\displaystyle P\left({\begin{array}{c}x\\y\\z\end{array}}\right)=\left({\begin{array}{c}\left({\frac {z_{1}}{z}}\right)^{-\nu }(a(x\cos(\eta )-y\sin(\eta ))+b(x\sin(\eta )+y\cos(\eta )))+x_{1}\\\left({\frac {z_{1}}{z}}\right)^{-\nu }(c(x\cos(\eta )-y\sin(\eta ))+d(x\sin(\eta )+y\cos(\eta )))\\0\end{array}}\right)}.
O índice {\displaystyle \nu }, como dissemos descreve o comportamento das órbitas, sendo simples se {\displaystyle \nu >1} e complexa se {\displaystyle \nu <1}.

## Bifurcação
Considere a aplicação de Poincaré com uma perturbação adequada e, para simplificar os cálculos vamos assumir que {\displaystyle y=0}, o que significa que estamos considerando uma seção do cilindro sobre o plano {\displaystyle xz}. A aplicação toma a seguinte forma:
{\displaystyle P\left({\begin{array}{c}x\\z\\\end{array}}\right)=\left({\begin{array}{l}x\left({\frac {z_{1}}{z}}\right)^{-\nu }(a\cos(\eta )+b\sin(\eta ))+e\mu +x_{1}\\x\left({\frac {z_{1}}{z}}\right)^{-\nu }(c\cos(\eta )+d\sin(\eta ))+\mu \\\end{array}}\right)}, onde {\displaystyle \mu } é o parâmetro de bifurcação.
Equivalentemente,
{\displaystyle P\left({\begin{array}{c}x\\z\\\end{array}}\right)=\left({\begin{array}{l}xp\left({\frac {z_{1}}{z}}\right)^{-\nu }\cos(\eta +\phi _{1})+e\mu +x_{1}\\xq\left({\frac {z_{1}}{z}}\right)^{-\nu }\cos(\eta +\phi _{2})+\mu \\\end{array}}\right)}. Tomando as seguintes mudanças de coordenadas:
{\displaystyle {\begin{array}{cc}\alpha =pz_{1}^{-\nu }&\beta =qz_{1}^{-\nu }\end{array}}},
a equação fica na forma:
{\displaystyle P\left({\begin{array}{c}x\\z\\\end{array}}\right)=\left({\begin{array}{l}x\alpha z^{\nu }\cos(\eta +\phi _{1})+e\mu +x_{1}\\x\beta z^{\nu }\cos(\eta +\phi _{2})+\mu \\\end{array}}\right)}.

### Pontos Fixos
Para obtermos uma equação de pontos fixos, consideramos as igualdades:
{\displaystyle \left\{{\begin{array}{cl}x&=&x\alpha z^{\nu }\cos(\eta +\phi _{1})+e\mu +x_{1}\\z&=&x\beta z^{\nu }\cos(\eta +\phi _{2})+\mu \end{array}}\right.}.
Resolvendo o sistema para {\displaystyle z}, obtemos: {\displaystyle (z-\mu )(1-\alpha z^{\nu }\cos(\eta +\phi _{1}))=(e\mu +x_{1})(\beta z^{\nu }\cos(\eta +\phi _{2}))}.
Fazendo {\displaystyle z} suficientemente pequeno, temos: {\displaystyle 1-\alpha z^{\nu }\cos(\eta +\phi _{1})\approx 1}.
Logo, {\displaystyle z-\mu =(e\mu +x_{1})\beta z^{\nu }\cos(\eta +\phi _{2})}.